# Кбаадська битва
Кбаадська битва (адиг. Ӏаткъуадж зауэ; абх. Гәбаадәы аибашьра; рос. Кра́снополя́нская битва) відбувся в 1864 році між останніми залишками черкесців і російських імперських військ під час російсько-черкеської війни. Її широко визнають останньою битвою війни, оскільки після неї не відбулося інших значущих битв, окрім розрізнених повстань.

## Події
Битва відбулася в Кбааді в 1864 році між черкеською армією в 20 000 чоловіків і жінок, що складалася з місцевих жителів і ополчення, а також племінних вершників, і російською армією у 250 000 чоловік, що складалася з козаків і російських вершників, піхоти та артилерії. Російські війська наступали з чотирьох сторін. Черкеси намагалися прорвати лінію, але багато з них були вражені російською артилерією та піхотою, перш ніж вони змогли досягти фронту. Решта бійців незабаром були розбиті. Російське військо на трупах почало святкувати перемогу, відбувся військово-релігійний парад, прилюдно страчено 100 воїнів-черкесів. Тоді російська армія продовжувала нападати на черкеські села та палити їх, знищуючи поля, щоб не повернутись, вирубуючи дерева та виганяючи людей на узбережжя Чорного моря.